# Robert Strötgen
Robert Strötgen (* 1969 in Essen) ist ein deutscher Historiker, Informationswissenschaftler und Bibliothekar. Er ist seit dem 1. November 2022 Direktor der Universitätsbibliothek der TU Braunschweig.

## Leben und Werk
Robert Strötgen studierte Sozial- und Wirtschaftsgeschichte, Soziologie und Volkskunde an den Universitäten Bonn, Köln und Hamburg. Anschließend studierte er Informationswissenschaft in Konstanz. Von 1999 bis 2003 war er Wissenschaftlicher Mitarbeiter beim Informationszentrum Sozialwissenschaften/GESIS in Bonn.
Nach einer Tätigkeit an der Universität Hildesheim (2003–2007) leitete er von 2007 bis 2008 an der Technischen Informationsbibliothek das Projekt Goportis. Von 2008 bis 2014 leitete er die Abteilung „Digitale Informations- und Forschungsinfrastruktur“ am Georg-Eckert-Institut in Braunschweig. An der Stiftung Wissenschaft und Politik in Berlin leitete er von 2015 bis 2016 die Abteilung „Informations- und Wissensmanagement“. Seit 2016 arbeitet er an der Universitätsbibliothek Braunschweig, zunächst als Leiter der Abteilung „IT und forschungsnahe Services“ und ab 2019 als stellvertretender Direktor.
Er ist seit dem 1. November 2022 leitender Direktor der Universitätsbibliothek der TU Braunschweig.

## Mitgliedschaften (Auswahl)
- 2008–2011: Nutzerbeirat von GESIS[2]
- 2012–2014: Vorstandsmitglied von Goobi. Digitalisieren im Verein e. V.
- 2015–2016: Vorstandssprecher des Fachinformationsverbunds Internationale Beziehungen und Länderkunde
- Seit 2015: Wissenschaftlicher Beirat der DFG-Förderinitiative OCR-D
- Seit 2018: Vorstandssprecher von Kitodo (Key to digital objects e. V.)
- 2018–2023: Facharbeitsgruppe Technische Infrastruktur des GBV, 2021–2023 Sprecher
- Seit 2018: Wissenschaftlicher Beirat des Leibniz-Instituts für Ost- und Südosteuropaforschung
- Seit 2021: Fachbeirat des GBV, seit 2022 Sprecher
- Seit 2024: Stellv. Vorsitzender des nds. Beirats für Bibliotheksangelegenheiten, Sektion W
- Seit 2024: Wissenschaftlicher Beirat der ZBW – Leibniz-Informationszentrum Wirtschaft
- Seit 2025: Kuratorium der Herzog August Bibliothek Wolfenbüttel